# Большеаратский сельсовет
Большеаратский сельсовет — сельское поселение в Гагинском районе Нижегородской области. 
Административный центр — село Большая Арать.

## История
Статус и границы сельского поселения установлены Законом Нижегородской области от 15 июня 2004 года № 60-З «О наделении муниципальных образований - городов, рабочих посёлков и сельсоветов Нижегородской области статусом городского, сельского поселения».
Законом Нижегородской области от 28 августа 2009 года № 138-З сельские поселения Большеаратский сельсовет, Какинский сельсовет и Моисеевский сельсовет объединены в сельское поселение Большеаратский сельсовет.

## Население
| 2002  | 2010  | 2012  | 2013  | 2014  | 2015  | 2016  |
| ----- | ----- | ----- | ----- | ----- | ----- | ----- |
| 2325  | ↘1811 | ↘1736 | ↘1687 | ↘1637 | ↘1561 | ↘1503 |
| 2017  | 2018  | 2019  | 2020  | 2021  |       |       |
| ↘1477 | ↗1482 | ↘1434 | ↘1382 | ↘1198 |       |       |

## Состав сельского поселения
| №  | Населённый пункт | Тип населённого пункта       | Население |
| -- | ---------------- | ---------------------------- | --------- |
| 1  | Андреевка        | посёлок                      | →0        |
| 2  | Баженово         | село                         | ↘28       |
| 3  | Большая Арать    | село, административный центр | ↘539      |
| 4  | Гуленки          | село                         | ↘0        |
| 5  | Зверево          | село                         | ↘199      |
| 6  | Какино           | село                         | ↘311      |
| 7  | Карауловка       | село                         | ↘59       |
| 8  | Малахово         | деревня                      | ↘4        |
| 9  | Моисеевка        | село                         | ↘270      |
| 10 | Осиновка         | село                         | ↘49       |
| 11 | Протасово        | деревня                      | ↘35       |
| 12 | Смирново         | село                         | ↘50       |
| 13 | Сунгулово        | деревня                      | ↘27       |
| 14 | Сыченки          | село                         | ↗239      |
| 15 | Шумово           | деревня                      | ↘1        |